# Gia Coppola
Gia Coppola, född 1987, är en amerikansk filmregissör.
Hon är dotter till Gian-Carlo Coppola (som dog innan hon föddes), som i sin tur var son till Francis Ford Coppola. Hennes farbror är producenten Roman Coppola, och hennes faster är Sofia Coppola.

## Filmografi
- 2013 – Palo Alto
- 2020 – Mainstream
- 2024 – The Last Showgirl